# Paulo Kobayashi
Paulo Seiti Kobayashi ComMM (Ribeirão Pires, 30 de junho de 1945 – São Paulo, 26 de abril de 2005) foi um político brasileiro. Foi deputado estadual três vezes, sendo presidente da Assembléia Legislativa de SP, duas vezes vereador de São Paulo, sendo eleito presidente da Câmara Municipal de São Paulo e 2 vezes deputado federal, escolhido como Coordenador da Bancada Paulista no Congresso Nacional.

## Biografia
Nascido em Ribeirão Pires, no estado de São Paulo, era filho do imigrante japonês Shigueo Kobayashi e da nissei Sumiyo Kobayashi. A família Kobayashi peregrinou pelo interior de São Paulo, introduzindo plantações de tomate nas cidades de Pedreira, Amparo e Valinhos. Paulo, como filho primogênito, trabalhou com o pai na lavoura até os seus 16 anos. Com 17 anos foi para a capital continuar seus estudos. Fez o então 2º Grau, atual e logo ingressou na PUC de São Paulo para estudar o que mais gostava: Geografia. Ainda estudante, começou a dar aulas no Curso Santa Inês, no centro de São Paulo, na época, um revolucionário curso de Madureza (Supletivo). 
Assim, despontou o professor fenômeno, afetuosamente tratado por seus alunos como Koba. Com apurado senso de humor e notável didática, tornou-se um ícone idolatrado dos cursos preparatórios.
Com o tempo, Kobayashi foi contratado pelo Curso Objetivo da Avenida Paulista, no qual lecionou por 20 anos em cursos preparatórios para nível médio e superior. O médico e governador Geraldo Alckmim foi um de seus alunos.
Kobayashi foi professor e coordenador do curso de geografia para mais de 1 milhão de alunos, sempre associando os diversos fatores que poderiam contribuir com a melhoria da qualidade de vida no planeta e a educação universal.
Com essa visão básica, Paulo Kobayashi se entusiasmou pela política. Em 1974 concorreu pela primeira vez, sendo eleito deputado estadual pela Arena, onde fez parte do Grupo de Vanguarda, dissidente do governo militar, liderado pelo então Senador Teotônio Vilela. Teve como companheiro de chapa o então Professor de História Heródoto Barbeiro que não conseguiu ser eleito.
Em 1982 conquistou um novo mandato de deputado estadual pelo PMDB. Foi um dos fundadores do PSDB em 1988. Em 1989 foi eleito vereador em São Paulo, e reeleito em 1993 (PSDB). Foi eleito presidente da Câmara Municipal de São Paulo, único político nikkei a ocupar tal cargo. Em 1995 assumiu como deputado estadual (PSDB) pela terceira vez. 
Em 1997, os colegas deputados o fizeram presidente da Assembléia Legislativa do Estado em um embate caloroso pela preferência dos seus iguais e do Governador Mário Covas. Por tal posto concorreu com o médico Walter Feldman. Novamente o primeiro e único político nikkei a ocupar esse cargo. Uma outra particularidade: foi o único político na história paulista a ocupar o principal cargo legislativo municipal (presidente da Câmara Municipal da capital) e o principal cargo legislativo estadual (presidente da Assembléia de SP).
Um dos seus maiores orgulhos era ter sido reconhecido por avaliações de cientistas políticos, que sob sua presidência na Câmara Municipal de São Paulo atingiu a maior produtividade legislativa da história, ou seja, recentemente foi considerado o melhor Presidente da Câmara Municipal de São Paulo.
Em março de 1998, como deputado estadual, Kobayashi foi admitido pelo presidente Fernando Henrique Cardoso à Ordem do Mérito Militar no grau de Comendador especial.
Em outubro de 1998, foi eleito deputado federal, assumindo a rigorosa instrução do governo Covas para lutar, com ênfase, pelas verbas destinadas ao Estado no orçamento federal.
Devido ao seu estilo aglutinador, comprovada experiência, e o fato de ser desvinculado de grupos econômicos, foi nomeado por todos os senadores e deputados federais de São Paulo, como o Coordenador da Bancada Paulista dos Deputados Federais e Senadores.  Com isso, o governo do Estado de São Paulo delegou a Kobayashi também a missão de desmistificar em Brasília, a falsa visão que São Paulo era um Estado rico que não precisava de verbas do orçamento federal.
Sob sua coordenação, em 2002, foi registrado um aumento de 450,40% (em relação a períodos anteriores) da verba do orçamento da União, pleiteada por senadores, deputados e prefeitos e destinadas às cidades do Estado de São Paulo.
Nas eleições de 2002 foi muito bem votado (109.434 votos), e logo assumiu a vaga de deputado federal. Em 2003 foi escolhido como coordenador da bancada do PSDB paulista. 
Kobayashi conquistou 7 mandatos parlamentares: 2 vezes vereador; 3 vezes deputado estadual; 2 vezes deputado federal. Em sua vida política jamais foi registrado processo de corrupção, abuso ou de improbidade no poder.
Desde 2003 Kobayashi vinha se submetendo a tratamento de câncer, e trabalhando normalmente em Brasília. Foi internado pela primeira vez no dia 25 de abril de 2005. Morreu no dia seguinte (26 de Abril) às 19h40 em São Paulo. 
Sempre trabalhou em prol da Educação desde o início de sua carreira política, laços originados e que manteve após mais de 20 anos lecionando e capacitando jovens para carreiras univesitárias.
Em 01 de agosto de 2005, familiares, amigos e admiradores criaram o Instituto Paulo Kobayashi, uma OSCIP que tem por missão dar continuidade aos projetos sociais realizados por ele, assim como ser o elo entre poder público, iniciativa privada e sociedade civil organizada (terceiro setor).  